# Xanthoparmelia lobulifera
Xanthoparmelia lobulifera är en lavart som beskrevs av Hale. Xanthoparmelia lobulifera ingår i släktet Xanthoparmelia och familjen Parmeliaceae.   Inga underarter finns listade i Catalogue of Life.